# Phacelia salina
Phacelia salina är en strävbladig växtart som först beskrevs av Aven Nelson, och fick sitt nu gällande namn av Howell. Phacelia salina ingår i Faceliasläktet som ingår i familjen strävbladiga växter. Inga underarter finns listade i Catalogue of Life.